# Ernest Besnier

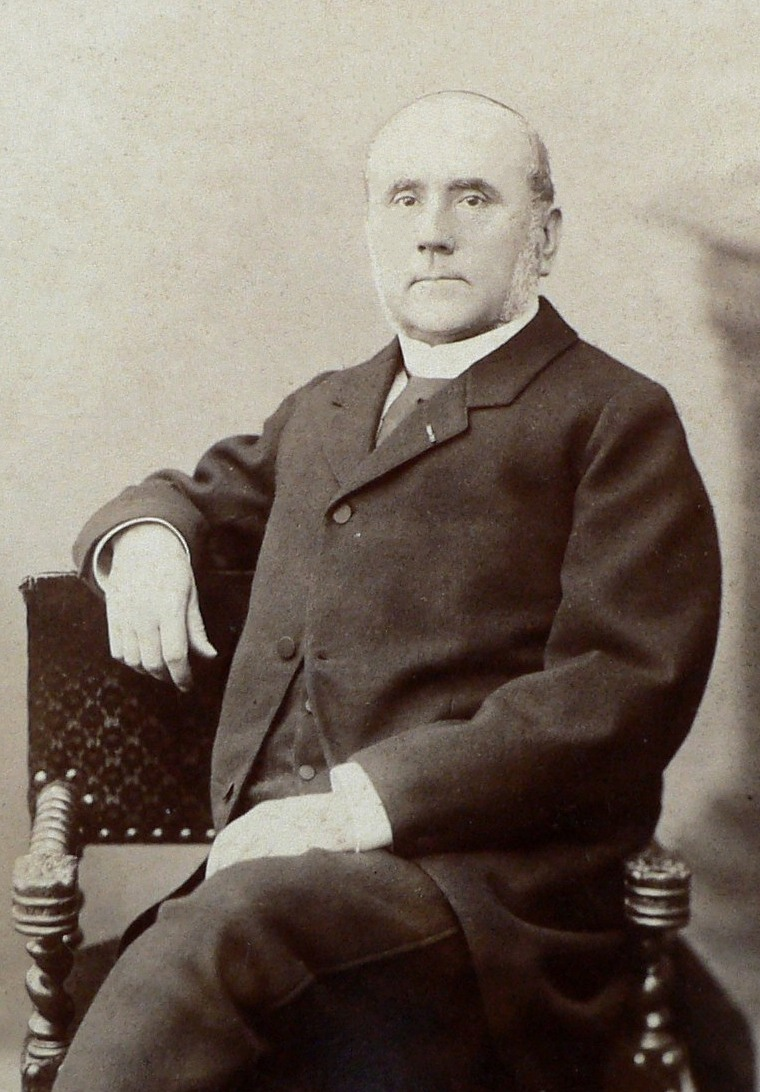
Ernest Besnier

Ernest Henri Besnier (* 21. April 1831 in Honfleur, Normandie, Frankreich; † 15. Mai 1909 in Paris) war ein französischer Dermatologe und ärztlicher Direktor des Hôpital St. Louis in Paris.

## Leben
Ernest Besnier studierte unter anderem bei Pierre Antoine Ernest Bazin (1807–1878) in Paris und wurde 1857 promoviert. Nachdem er in Paris an verschiedenen Krankenhäusern tätig gewesen war, wurde er von 1872 bis 1896 Chefarzt des St. Louis-Hospitals, wo er sich vor allem mit der Dermatologie befasste und ein gewebekundliches (histologisches) Labor einrichtete.

## Werk
Besnier führte hier die Histopathologie und Parasitologie in die Klinik ein und erfand die Technik der ab 1896 allgemein eingeführten und zur Krankheitsdiagnose angewandten Biopsie, welche er nach einer Leberbiopsie 1895 veröffentlicht hatte. Er beschrieb 1889 erstmals die chronischen Hautveränderungen der Sarkoidose (genannt auch Besnier-Boeck-Schaumann-Krankheit) und prägte dafür den Begriff Lupus pernio. Auch schilderte er bereits 1876 umfangreich das Erscheinungsbild des Rheumatismus.
Er beschrieb 1892 das atopische Ekzem als mit Juckreiz einhergehende Ekzemerkrankung (dermatitis multiformis prurignosa). Daher wurde die Erkrankung bis ins 20. Jahrhundert auch mit Prurigo Besnier bezeichnet. Er erkannte erstmals den Zusammenhang des atopischen Ekzems mit Asthma und Heuschnupfen, beschrieb den Juckreiz als Hauptsymptom und erkannte die Verschiedenartigkeit der Hautveränderungen.
Zusammen mit Pierre Adolphe Adrien Doyon (1827–1907) gründete er 1869 die Zeitschrift Annales de Dermatologie et de Syphiligraphie.